# Albert Buchmann
Albert Buchmann (Pirmasens, 1894. október 28. – Berlin, 1975. május 17.) német politikus. A Németország Kommunista Pártja tagja volt, 1924 és 1933 közt parlamenti képviselő is volt a párt színeiben. Az első világháborúban katonaként vett részt. 1936-ban került koncentrációs táborba. 1952 után az NDK-ban élt.